# Mrs. Harris Goes to Paris
Mrs. Harris Goes to Paris (bra: Sra. Harris Vai a Paris) / (pt: Um Sonho em Paris) é um longa-metragem britânico coproduzido com França e Hungria histórico de comédia dramática lançado em 2022 dirigido e produzido por Anthony Fabian, a partir de um roteiro que ele coescreveu com Carroll Cartwright, Keith Thompson e Olivia Hetreed. É a terceira adaptação cinematográfica do romance de 1958, Mrs. 'Arris Goes to Paris, de Paul Gallico. O filme é estrelado por Lesley Manville, Isabelle Huppert, Lambert Wilson, Alba Baptista, Lucas Bravo, Ellen Thomas, Rose Williams e Jason Isaacs. O filme teve forte resultado de bilheteria no circuito de arte dos Estados Unidos e Manville recebeu uma indicação ao Globo de Ouro de Melhor Atriz em Filme - Comédia ou Musical por sua atuação.

## Elenco
- Lesley Manville como Ada Harris
- Isabelle Huppert como Claudine Colbert
- Lambert Wilson como Marquis de Chassagne
- Alba Baptista como Natasha
- Lucas Bravo como André Fauvel
- Ellen Thomas como Vi Butterfield
- Rose Williams como Pamela Penrose
- Jason Isaacs como Archie
- Anna Chancellor como Lady Dant
- Christian McKay como Giles Newcombe
- Freddie Fox como Oficial da RAF
- Guilaine Londez como Madame Avallon
- Philippe Bertin como Christian Dior
- Roxane Duran como Marguerite

## Produção
Em outubro de 2020, foi anunciado que Lesley Manville, Isabelle Huppert, Jason Isaacs, Lambert Wilson, Alba Baptista e Lucas Bravo haviam se juntado ao elenco do filme, com Anthony Fabian dirigindo e produzindo o filme, a partir de um roteiro que coescreveu ao lado de Caroll. Cartwright, Keith Thompson e Olivia Hetreed, basearam-se no romance Mrs. 'Arris Goes to Paris, de Paul Gallico. Manville foi escolhido para ser o produtor executivo.
As filmagens se iniciaram em outubro de 2020. E ocorreram durante 40 dias em Budapeste, antes que a produção fosse para Londres e a Paris.

## Lançamento
Em março de 2021, a Focus Features adquiriu os direitos de distribuição mundial de Mrs. Harris Goes to Paris por aproximadamente US$ 15 milhões e distribuirá o filme nos Estados Unidos, enquanto a Universal Pictures o distribuirá internacionalmente. Foi lançado nos cinemas nos Estados Unidos em 15 de julho de 2022, embora tenha sido originalmente programado para ser lançado em 6 de maio. O filme foi lançado no Reino Unido em 30 de setembro de 2022, na Hungria em 6 de outubro de 2022 e na França em 2 de novembro de 2022. No Brasil, por sua vez, estreou em 24 de Novembro de 2022. O filme foi lançado para plataformas VOD em 2 de agosto de 2022, seguido por um lançamento em Blu-ray e DVD em 6 de setembro de 2022.

## Recepção

### Bilheteria
Nos Estados Unidos, o filme arrecadou US$ 2 milhões em 980 cinemas no fim de semana de estreia; 44% de seu público eram mulheres com mais de 55 anos. O filme arrecadou mais de $ 10 milhões nos cinemas dos Estados Unidos. Deadline Hollywood descreveu o desempenho de bilheteria do filme como "forte".

### Resposta da Crítica
No site agregador de críticas, Rotten Tomatoes, 94% das 170 críticas dos críticos são positivas, com uma classificação média de 7,4/10. O consenso do site diz: "Liderados por uma luminosa Lesley Manville, Mrs. Harris Goes to Paris é uma boa e velha história contada com charme". Metacritic, que usa uma média ponderada, atribuiu ao filme uma pontuação de 70 em 100, com base em 37 críticos, indicando "críticas geralmente favoráveis". O público consultado pelo CinemaScore deu ao filme uma nota média de "A" em uma escala de A+ a F.